# Templin (Schiff, 1925)
Die Templin ist ein Ausflugsschiff aus dem Jahr 1925.

## Geschichte
Das Schiff wurde 1925 bei Ertel in Woltersdorf gebaut, fuhr zunächst unter dem Namen Bruno für den ersten Besitzer Robert Hartwig in Grünheide und durfte ursprünglich angeblich 140, laut Aufschrift einer Werbepostkarte sogar 150 Personen befördern. Nach einer anderen Quelle waren es allerdings nur 124 Fahrgäste. 1931 ging das Schiff von Rudolf auf Bruno Hartwig über. 1970 wechselte es offenbar mit dem Besitzer auch den Namen und fuhr fortan als Flakensee für den VEB Weisse Flotte in Berlin. Ab 1990 gehörte es zur Flotte der Stern und Kreisschiffahrt. 1992 wurde es in Falke umgetauft, 1994 aufgelegt. 1995/96 erfolgte eine Generalüberholung auf der Schiffswerft Zehdenick. Das Schiff trug ab 1995 den Namen Zehdenixe. Damals war es noch für 75 Fahrgäste zugelassen; auf dem Freideck hatten 20 Personen Platz. Später waren nur noch 63 Passagiere zugelassen. Im Jahr 2014 verlegte der neue Besitzer, Ronald Ziem, das Schiff in den Templiner Stadthafen und taufte es auf den Namen Templin. Das Schiff wurde fortan als „Oldtimerschiff“ beworben.